# Luitgard
Luitgard (død 4. juni, 800) var den fjerde og sidste af Karl den Stores koner. Hun var datter af en alemannsk greve og giftede sig med Karl den Store omkring år 794. Luitgard fik ingen børn med Karl den Store og døde den 4. juni 800, af ukendte årsager.